# Primera División de Chipre 2018-19
La temporada 2018-2019 de la Liga de Chipre fue la 80.ª temporada del máximo evento del fútbol profesional en Chipre. La temporada comenzó el 25 de agosto de 2018 y terminó el 19 de mayo de 2019. El actual campeón defensor es el Apoel Nicosia.

## Ascensos y descensos
| Pos. | Descendidos de la Primera División de Chipre 2017-18 |
| ---- | ---------------------------------------------------- |
| 12.º | Olympiacos Nicosia                                   |
| 13.º | Aris Limassol                                        |
| 14.º | Ethinkos Achna                                       |

| Pos. | Ascendidos de Segunda División de Chipre 2017-18 |
| ---- | ------------------------------------------------ |
| 1.º  | Enosis                                           |

## Sistema de competición
Los doce equipos participantes jugaron entre sí todos contra todos dos veces totalizando 22 partidos cada uno, al término de la fecha 22 los seis primeros clasificados pasaron a integrar el Grupo campeonato, mientras que los seis últimos integraron el Grupo descenso.
En el grupo campeonato los seis clubes se volvieron a enfrentar entre sí, dos veces, totalizando 32 partidos cada uno, al término, el primer clasificado se coronó campeón y clasificó a la segunda ronda de la Liga de Campeones 2019-20, mientras que el segundo y el tercer clasificado obtuvieron un cupo para la primera ronda de la Liga Europa 2019-20,
En el grupo descenso los seis clubes se volvieron a enfrentar entre sí, dos veces, totalizando 32 partidos cada uno, al término los dos últimos clasificados descendieron a la Segunda División de Chipre 2019-20
Un tercer cupo para la Segunda ronda de la Liga Europea 2019-20 se asignará al campeón de la Copa de Chipre.

## Equipos participantes
| Club                   | Ciudad    | Estadio                      | Capacidad |
| ---------------------- | --------- | ---------------------------- | --------- |
| AEK Larnaca            | Larnaca   | Estadio GSZ                  | 13.032    |
| AEL Limassol           | Limassol  | Estadio Tsirion              | 13.331    |
| ALKI Oroklini          | Oroklini  | Oroklini                     | 5,500     |
| Anorthosis Famagusta   | Larnaca   | Estadio Antonis Papadopoulos | 10,230    |
| APOEL Nicosia          | Nicosia   | Estadio GSP                  | 22.859    |
| Apollon Limassol       | Limassol  | Estadio Tsirion              | 13.331    |
| Doxa Katokopias        | Katokopia | Estadio Ammochostos          | 5.500     |
| Enosis Neon Paralimi   | Paralimni | Estadio Paralimni            | 5.800     |
| Ermis Aradippou        | Larnaca   | Estadio Dimotiko Aradippou   | 2.000     |
| Nea Salamina Famagusta | Larnaca   | Estadio Ammochostos          | 5.500     |
| Omonia Nicosia         | Nicosia   | Estadio GSP                  | 22.859    |
| Pafos                  | Pafos     | Estadio Pafiako              | 9,394     |

## Temporada regular

### Tabla de posiciones
| Pos. | Equipo                 | Pts. | PJ | G  | E | P  | GF | GC | Dif. | Clasificación 2018-19    |
| ---- | ---------------------- | ---- | -- | -- | - | -- | -- | -- | ---- | ------------------------ |
| 1    | APOEL Nicosia          | 49   | 22 | 15 | 4 | 3  | 45 | 20 | +25  | Ronda por el campeonato  |
| 2    | Apollon Limassol       | 47   | 22 | 14 | 5 | 3  | 50 | 17 | +33  | Ronda por el campeonato  |
| 3    | AEL Limassol           | 45   | 22 | 14 | 3 | 5  | 35 | 25 | +10  | Ronda por el campeonato  |
| 4    | AEK Larnaca            | 39   | 22 | 11 | 6 | 5  | 37 | 16 | +21  | Ronda por el campeonato  |
| 5    | Omonia Nicosia         | 31   | 22 | 9  | 4 | 9  | 25 | 24 | +1   | Ronda por el campeonato  |
| 6    | Nea Salamina Famagusta | 31   | 22 | 9  | 4 | 9  | 28 | 30 | −2   | Ronda por el campeonato  |
| 7    | Anorthosis Famagusta   | 28   | 22 | 9  | 7 | 6  | 27 | 26 | +1   | Ronda por la permanencia |
| 8    | Pafos                  | 21   | 22 | 7  | 6 | 9  | 24 | 36 | −12  | Ronda por la permanencia |
| 9    | Doxa Katokopias        | 20   | 22 | 5  | 5 | 12 | 28 | 39 | −11  | Ronda por la permanencia |
| 10   | Enosis Neon Paralimni  | 17   | 22 | 4  | 5 | 13 | 17 | 38 | −21  | Ronda por la permanencia |
| 11   | Alki Oroklini          | 17   | 22 | 4  | 5 | 13 | 19 | 43 | −24  | Ronda por la permanencia |
| 12   | Ermis Aradippou        | 10   | 22 | 2  | 4 | 16 | 19 | 40 | −21  | Ronda por la permanencia |

Actualizado a los partidos jugados el 24 de febrero de 2019.
 Fuente: Soccerway
Notas:
1. ↑  Anorthosis Famagusta se le descontaron 6 puntos por alinear un jugador no registrado en el juego ante el Apollon Limassol del 2 de febrero de 2019[1]
2. ↑  Pafos se le descontaron 6 puntos por alinear un jugador no registrado en el juego ante el AEK Larnaca del 2 de enero de 2019.[2]

#### Evolución de la clasificación
| Jornada / Equipo      | 1  | 2  | 3  | 4  | 5  | 6  | 7  | 8  | 9  | 10 | 11 | 12 | 13 | 14 | 15 | 16 | 17 | 18 | 19 | 20 | 21 | 22 |
| Jornada / Equipo      |    |    |    |    |    |    |    |    |    |    |    |    |    |    |    |    |    |    |    |    |    |    |
| --------------------- | -- | -- | -- | -- | -- | -- | -- | -- | -- | -- | -- | -- | -- | -- | -- | -- | -- | -- | -- | -- | -- | -- |
| APOEL Nicosia         | 5  | 8  | 2  | 5  | 4  | 5  | 3  | 2  | 2  | 3  | 2  | 2  | 2  | 1  | 1  | 1  | 1  | 1  | 1  | 1  | 2  | 1  |
| Apollon Limassol      | 6  | 9  | 7  | 2  | 2  | 2  | 2  | 3  | 3  | 1  | 3  | 3  | 3  | 3  | 3  | 3  | 2  | 2  | 3  | 3  | 1  | 2  |
| AEL Limassol FC       | 1  | 1  | 1  | 1  | 1  | 1  | 1  | 1  | 1  | 2  | 1  | 1  | 1  | 2  | 2  | 2  | 3  | 3  | 2  | 2  | 3  | 3  |
| AEK Larnaca           | 4  | 7  | 9  | 7  | 6  | 3  | 4  | 5  | 4  | 4  | 4  | 4  | 4  | 4  | 4  | 5  | 4  | 4  | 4  | 4  | 4  | 4  |
| AC Omonia Nicosia     | 2  | 5  | 3  | 4  | 7  | 8  | 8  | 7  | 7  | 8  | 7  | 7  | 7  | 7  | 7  | 7  | 7  | 7  | 7  | 7  | 6  | 5  |
| Nea Salamina          | 8  | 3  | 4  | 8  | 5  | 4  | 5  | 4  | 5  | 5  | 5  | 6  | 6  | 6  | 6  | 4  | 6  | 5  | 6  | 6  | 5  | 6  |
| Anorthosis Famagusta  | 3  | 2  | 5  | 6  | 8  | 7  | 7  | 7  | 6  | 6  | 6  | 5  | 5  | 5  | 5  | 6  | 5  | 6  | 5  | 5  | 7  | 7  |
| Pafos FC              | 9  | 6  | 10 | 11 | 11 | 12 | 9  | 10 | 11 | 9  | 10 | 9  | 9  | 9  | 11 | 12 | 12 | 11 | 11 | 9  | 9  | 8  |
| Doxa Katokopias       | 10 | 12 | 8  | 3  | 3  | 6  | 6  | 6  | 8  | 8  | 7  | 8  | 8  | 8  | 8  | 8  | 8  | 8  | 8  | 8  | 8  | 9  |
| Enosis Neon Paralimni | 7  | 10 | 11 | 9  | 10 | 9  | 10 | 9  | 9  | 11 | 9  | 10 | 10 | 11 | 10 | 10 | 10 | 10 | 9  | 10 | 10 | 10 |
| Alki Oroklini         | 11 | 11 | 12 | 12 | 12 | 10 | 11 | 11 | 12 | 12 | 12 | 12 | 11 | 10 | 9  | 9  | 9  | 9  | 10 | 11 | 11 | 11 |
| Ermis Aradippou       | 12 | 4  | 6  | 10 | 9  | 11 | 12 | 12 | 10 | 10 | 11 | 11 | 12 | 12 | 12 | 11 | 11 | 12 | 12 | 12 | 12 | 12 |

### Tabla de resultados cruzados
| Local \ Visitante     | AEK | AEL | ALK | ANO | APO | APL | DOX | ENP | ERM | NSL | OMO | PAF |
| --------------------- | --- | --- | --- | --- | --- | --- | --- | --- | --- | --- | --- | --- |
| AEK Larnaca           | —   | 0–1 | 2–0 | 3–0 | 2–2 | 1–0 | 3–0 | 3–0 | 2–2 | 0–1 | 1–0 | 3–0 |
| AEL Limassol          | 0–0 | —   | 5–1 | 0–3 | 0–1 | 0–3 | 2–0 | 4–1 | 3–2 | 3–2 | 2–1 | 1–3 |
| Alki Oroklini         | 0–3 | 1–3 | —   | 0–0 | 2–4 | 1–3 | 2–1 | 1–2 | 0–2 | 2–0 | 0–2 | 3–3 |
| Anorthosis Famagusta  | 1–2 | 0–1 | 0–0 | —   | 2–3 | 0–3 | 3–1 | 2–0 | 2–1 | 1–0 | 0–0 | 2–2 |
| APOEL                 | 2–2 | 0–0 | 0–0 | 4–0 | —   | 5–1 | 2–5 | 3–0 | 2–0 | 4–0 | 2–0 | 1–2 |
| Apollon Limassol      | 3–3 | 0–0 | 3–0 | 1–2 | 1–2 | —   | 2–0 | 5–0 | 5–0 | 1–0 | 2–1 | 5–1 |
| Doxa Katokopias       | 0–5 | 3–4 | 4–0 | 0–1 | 1–2 | 1–1 | —   | 2–1 | 1–1 | 1–1 | 1–2 | 3–2 |
| Enosis Neon Paralimni | 2–1 | 1–2 | 2–0 | 1–1 | 0–2 | 0–2 | 0–1 | —   | 2–0 | 3–5 | 1–1 | 1–1 |
| Ermis Aradippou       | 1–2 | 0–1 | 2–4 | 2–3 | 0–1 | 0–3 | 1–1 | 0–0 | —   | 0–1 | 0–2 | 3–0 |
| Nea Salamis Famagusta | 1–1 | 4–1 | 1–1 | 0–2 | 2–3 | 0–3 | 1–0 | 0–0 | 1–0 | —   | 1–0 | 3–0 |
| Omonia Nicosia        | 1–0 | 2–0 | 1–0 | 1–1 | 1–2 | 0–2 | 2–2 | 1–0 | 2–1 | 3–1 | —   | 2–4 |
| Pafos                 | 1–0 | 0–2 | 0–1 | 1–1 | 0–0 | 1–1 | 1–0 | 1–0 | 2–1 | 1–3 | 1–0 | —   |

| 1. 2. |

## Ronda por el campeonato

### Clasificación
| Pos. | Equipo            | Pts. | PJ | G  | E | P  | GF | GC | Dif. | Clasificación 2019–20                 |
| ---- | ----------------- | ---- | -- | -- | - | -- | -- | -- | ---- | ------------------------------------- |
| 1    | APOEL Nicosia (C) | 70   | 32 | 21 | 7 | 4  | 66 | 25 | +41  | Segunda ronda de la Liga de Campeones |
| 2    | AEK Larnaca       | 62   | 32 | 18 | 8 | 6  | 51 | 23 | +28  | Primera ronda de la Liga Europea      |
| 3    | Apollon Limassol  | 58   | 32 | 17 | 7 | 8  | 64 | 32 | +32  | Primera ronda de la Liga Europea      |
| 4    | AEL Limassol      | 55   | 32 | 17 | 4 | 11 | 49 | 48 | +1   | Segunda ronda de la Liga Europea      |
| 5    | Nea Salamis       | 44   | 32 | 12 | 8 | 12 | 41 | 47 | −6   |                                       |
| 6    | Omonia Nicosia    | 36   | 32 | 10 | 6 | 16 | 36 | 45 | −9   |                                       |

Actualizado a los partidos jugados el 19 de mayo de 2019.
 Fuente: Soccerway
Notas:
1. ↑  Tras ganar la Copa de Chipre el AEL Limassol recibe un cupo para la Segunda ronda de la Liga Europea 2019-20.

#### Evolución de la clasificación
| Jornada / Equipo  | 23 | 24 | 25 | 26 | 27 | 28 | 29 | 30 | 31 | 32 |
| Jornada / Equipo  |    |    |    |    |    |    |    |    |    |    |
| ----------------- | -- | -- | -- | -- | -- | -- | -- | -- | -- | -- |
| APOEL Nicosia     | 1  | 2  | 1  | 1  | 1  | 1  | 1  | 1  | 1  | 1  |
| AEK Larnaca       | 4  | 4  | 4  | 4  | 3  | 3  | 3  | 3  | 2  | 2  |
| Apollon Limassol  | 2  | 1  | 2  | 2  | 2  | 2  | 2  | 2  | 3  | 3  |
| AEL Limassol FC   | 3  | 3  | 3  | 3  | 4  | 4  | 4  | 4  | 4  | 4  |
| Nea Salamina      | 5  | 5  | 5  | 6  | 5  | 5  | 5  | 5  | 5  | 5  |
| AC Omonia Nicosia | 6  | 6  | 6  | 5  | 6  | 6  | 6  | 6  | 6  | 6  |

### Tabla de resultados cruzados
| Local \ Visitante | AEK | AEL | APO | APL | NSL | OMO |
| ----------------- | --- | --- | --- | --- | --- | --- |
| AEK Larnaca       | —   | 1–0 | 1–0 | 1–0 | 1–1 | 2–1 |
| AEL Limassol      | 2–3 | —   | 0–3 | 0–3 | 5–2 | 3–2 |
| APOEL             | 0–0 | 4–0 | —   | 3–0 | 4–0 | 1–1 |
| Apollon Limassol  | 1–2 | 1–1 | 1–3 | —   | 1–1 | 3–1 |
| Nea Salamis       | 1–0 | 0–2 | 1–1 | 2–1 | —   | 5–2 |
| Omonia Nicosia    | 0–2 | 3–1 | 1–2 | 0–2 | 0–0 | —   |

## Ronda por la permanencia

### Clasificación
| Pos. | Equipo                | Pts. | PJ | G  | E  | P  | GF | GC | Dif. | Clasificación 2019–20                            |
| ---- | --------------------- | ---- | -- | -- | -- | -- | -- | -- | ---- | ------------------------------------------------ |
| 1    | Anorthosis Famagusta  | 41   | 32 | 12 | 11 | 9  | 42 | 41 | +1   |                                                  |
| 2    | Pafos                 | 38   | 32 | 12 | 8  | 12 | 39 | 50 | −11  |                                                  |
| 3    | Doxa Katokopias       | 35   | 32 | 9  | 8  | 15 | 47 | 50 | −3   |                                                  |
| 4    | Enosis Neon Paralimni | 35   | 32 | 9  | 8  | 15 | 35 | 50 | −15  |                                                  |
| 5    | Alki Oroklini         | 35   | 32 | 10 | 5  | 17 | 35 | 58 | −23  | Descenso a la Segunda División de Chipre 2019-20 |
| 6    | Ermis Aradippou       | 13   | 32 | 3  | 4  | 25 | 29 | 65 | −36  | Descenso a la Segunda División de Chipre 2019-20 |

Actualizado a los partidos jugados el 18 de mayo de 2019.
 Fuente: Soccerway
Notas:
1. ↑  Anorthosis Famagusta se le descontaron 6 puntos por alinear un jugador no registrado en el juego ante el Apollon Limassol del 2 de febrero de 2019[1]
2. ↑  Pafos se le descontaron 6 puntos por alinear un jugador no registrado en el juego ante el AEK Larnaca del 2 de enero de 2019.[2]

#### Evolución de la clasificación
| Jornada / Equipo      | 23 | 24 | 25 | 26 | 27 | 28 | 29 | 30 | 31 | 32 |
| Jornada / Equipo      |    |    |    |    |    |    |    |    |    |    |
| --------------------- | -- | -- | -- | -- | -- | -- | -- | -- | -- | -- |
| Anorthosis Famagusta  | 1  | 1  | 1  | 1  | 1  | 1  | 1  | 1  | 1  | 1  |
| Pafos FC              | 2  | 3  | 5  | 3  | 2  | 2  | 2  | 2  | 3  | 2  |
| Doxa Katokopias       | 3  | 4  | 2  | 2  | 3  | 3  | 3  | 5  | 4  | 3  |
| Alki Oroklini         | 5  | 2  | 4  | 5  | 4  | 4  | 4  | 3  | 2  | 4  |
| Enosis Neon Paralimni | 4  | 5  | 3  | 4  | 5  | 5  | 5  | 4  | 5  | 5  |
| Ermis Aradippou       | 6  | 6  | 6  | 6  | 6  | 6  | 6  | 6  | 6  | 6  |

### Tabla de resultados cruzados
| Local \ Visitante     | ALK | ANO | DOX | ENP | ERM | PAF |
| --------------------- | --- | --- | --- | --- | --- | --- |
| Alki Oroklini         | —   | 1–0 | 1–4 | 2–0 | 2–1 | 2–3 |
| Anorthosis Famagusta  | 3–0 | —   | 0–3 | 1–1 | 3–2 | 1–1 |
| Doxa Katokopias       | 0–1 | 3–3 | —   | 2–2 | 1–0 | 0–0 |
| Enosis Neon Paralimni | 3–2 | 2–2 | 1–0 | —   | 4–1 | 1–2 |
| Ermis Aradippou       | 1–2 | 2–1 | 0–4 | 1–2 | —   | 1–2 |
| Pafos                 | 0–3 | 0–1 | 3–2 | 0–2 | 4–1 | —   |

## Estadísticas

#### Máximos Goleadores
Actualizado el 13 de abril de 2019. 
| Pos. | Jugador                   | Club             | Goles |
| ---- | ------------------------- | ---------------- | ----- |
| 1    | Adam Nemec                | Pafos            | 16    |
| 2    | Ivan Trichkovski          | AEK Larnaca      | 15    |
| 2    | Rubén Jurado              | AEL Limassol     | 15    |
| 4    | Nuno Morais               | APOEL Nicosia    | 13    |
| 5    | Berat Sadik               | Doxa Katokopias  | 12    |
| 6    | Facundo Pereyra           | Apollon Limassol | 11    |
| 6    | Kingsley Onuegbu          | Nea Salamina     | 11    |
| 8    | Michal Ďuriš              | Anorthosis       | 10    |
| 8    | Ivan Carlos França Coelho | Alki Oroklini    | 10    |
| 8    | Thiago                    | Nea Salamina     | 10    |